# Hispaniolatroepiaal
De Hispaniolatroepiaal (Icterus dominicensis) is een zangvogel uit de familie Icteridae (troepialen).

## Verspreiding en leefgebied
Deze soort is endemisch op Hispaniola, een eiland in de Caraïbische Zee.